# Johanniterkapelle Rheinfelden

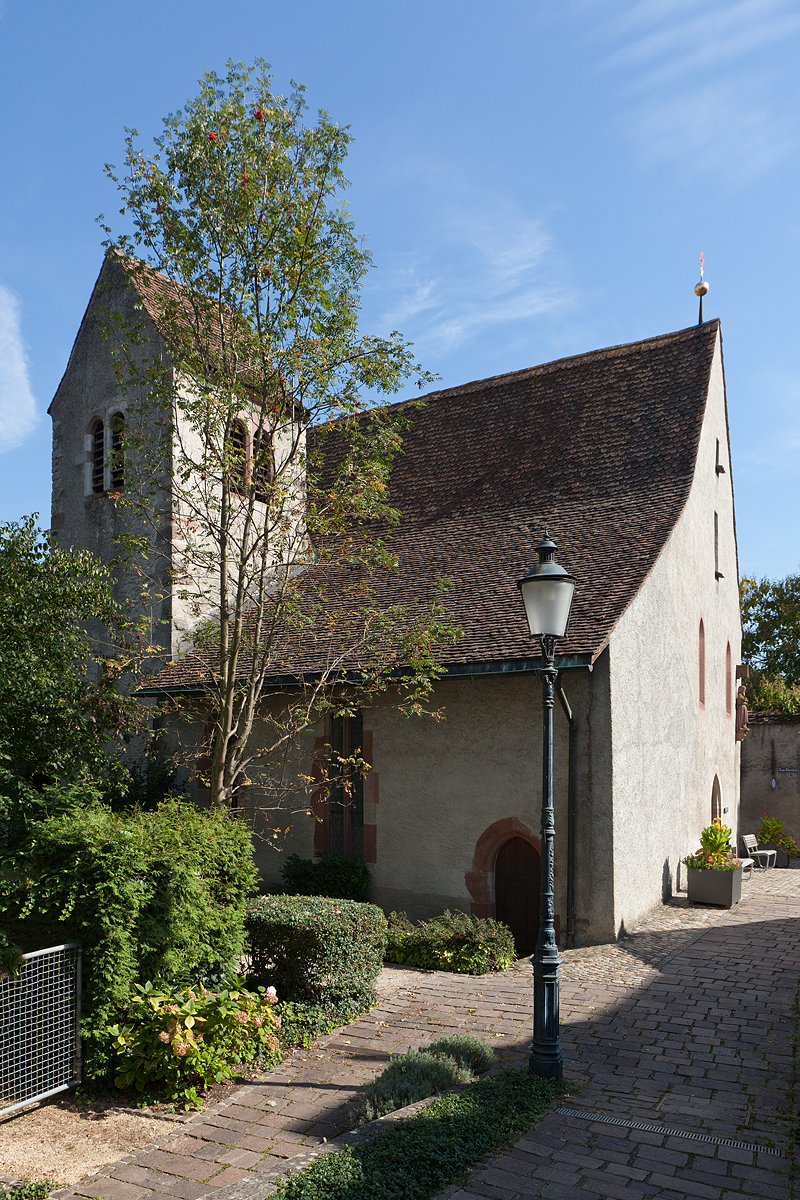
Johanniterkapelle

Die Johanniterkapelle ist eine ehemalige römisch-katholische Kapelle in Rheinfelden im Kanton Aargau. Sie steht an der Johannitergasse in der nordöstlichen Ecke der Altstadt, in unmittelbarer Nähe der Johanniterkommende. Die Kapelle entstand in den 1450er Jahren und ist ein Kulturgut von nationaler Bedeutung.

## Geschichte
Die ursprünglich ausserhalb der Stadt gelegene Kommende der Johanniter war 1448 bei einem Überfall komplett zerstört worden. Komtur Johann Loesel liess daraufhin zwischen 1451 und 1455, innerhalb der Stadtmauern, einen Neubau errichten. Wegen der beengten Platzverhältnisse kam die Johannes dem Täufer geweihte Kapelle auf die gegenüberliegende Seite des Rheintorgässchens zu stehen. Sie wurde zwischen 1456 und 1458 errichtet, wobei die Arbeiten unter der Leitung des städtischen Werkmeisters Herman standen. Die Inneneinrichtung mit vier Altären war vermutlich bis zum Tod Lösels im Jahr 1460 vollendet. Um 1500 erfolgte eine Erweiterung des Schiffes nach Westen. Nachdem der Kanton die Kommende im Jahr 1806 aufgehoben hatte, wurde die Kapelle profaniert und ab 1813 als Lagerraum verwendet. 1962 ging sie in den Besitz der Einwohnergemeinde über, seit 1996 wird sie als Ausstellungsraum genutzt.

## Bauwerk

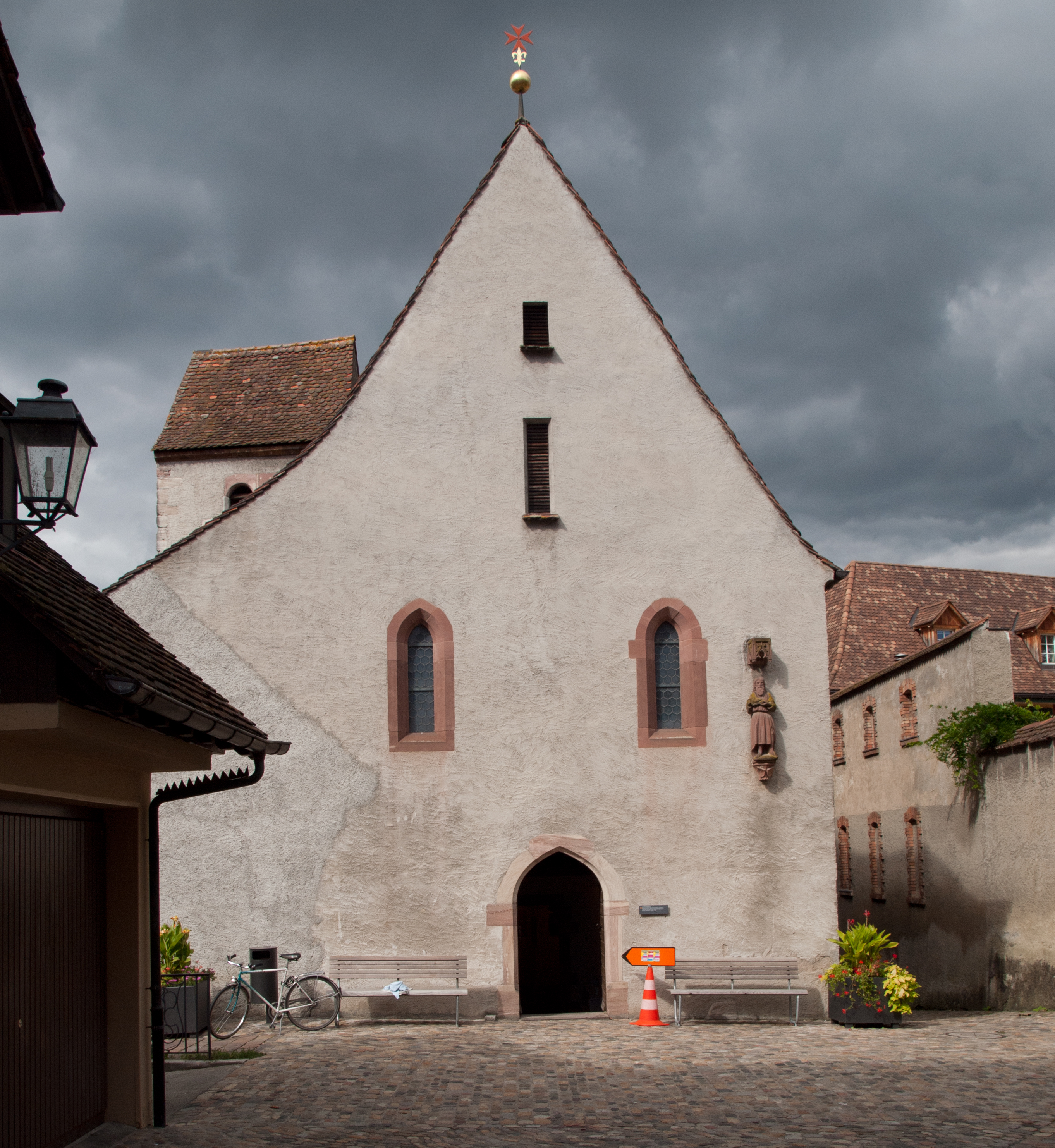
Südfassade

Das gotische Bauwerk ist nach Norden zum Rhein hin ausgerichtet. Das steile Satteldach ist über dem Chor abgewalmt, während es an der Westseite abgeknickt ist und die Form eines Pultdaches aufweist. Das Mauerwerk besteht aus verputztem Bruchstein, während Rahmen und Masswerk der Spitzbogenfenster aus oberrheinischem Buntsandstein in verschiedenen Rottönen bestehen. Am südlichen Ende des Giebels ist ein vergoldetes Ordenskreuz befestigt. Im Obergeschoss der Ostfassade ist eine vermauerte Türöffnung zu sehen. Von dort führte eine brückenartige Verbindung über das Rheintor hinweg zur Kommende. Dieser Verbindungsgang, in dem die Schaffnerei untergebracht war, wurde 1820 abgebrochen. In der Mitte der westlichen Chorflanke ragt ein viergeschossiger Turm auf. Dessen Schaft ist von bossierten Eckquadern gefasst, ansonsten jedoch ungegliedert.
Im Innern trennt eine lettnerartige Mauer den Chor vom Laienschiff. Der aus Buntsandstein gefügte Triumphbogen setzt über profilierten Kämpfern an. An der Westwand des Chors befinden sich übereinander zwei spitzbogige Türen zum Turm; die untere führt zum Erdgeschossraum mit Kreuzgewölbe, die obere zu den weiteren Turmgeschossen. Das um eine Stufe erhöhte, polygonale Altarhaus weist in seinem Mauerwerk zahlreiche Schalltöpfe auf. Neben dem westlichen Chorfenster befindet sich ein Sakramentshäuschen aus Buntsandstein, dessen Rahmensäulen mit Wappenschilden des Ordens und des Komturs Johannes Lösel verziert sind.
1951 wurde ein frühbarocker Altar aus dem Jahr 1699 aufgestellt, der ursprünglich in der Margarethenkapelle des Rheinfelder Siechenhauses stand. Dessen Altarbild stellt die heilige Margaretha vor einer städtischen Kulisse dar. Die gesamte Kapelle ist mit Wandmalereien verziert, die in der Secco-Technik auf einen dünnen Kalkanstrich aufgetragen wurden. Eine Darstellung des Jüngsten Gerichts, die aus der Zeit um 1500 stammt und einem Schüler Martin Schongauers zugeschrieben wird, überzieht die obere Hälfte der Chorbogenwand. Demselben Umfeld zugerechnet wird das grossformatige Christophorusbild an der Ostwand des Chors, die Chorwestwand zeigt ein kniendes Engelspaar mit Wappenschild. 1950 fertigte Felix Hoffmann im Scheitel der Chorfenster Glasmalereien mit verschiedenen figürlichen Darstellungen an.
In den Jahren 2022 und 2023 erfolgte eine Gesamtrestaurierung der Kapelle.